# Antonija Grigorowa-Burgowa
Antonija Grigorowa-Burgowa (bulgarisch Антония Григорова-Бургова; * 7. Dezember 1986 in Warna) ist eine bulgarische Skilangläuferin.

## Werdegang
Grigorowa-Burgowa nimmt seit 2004 an Wettbewerben der Fédération Internationale de Ski teil. Seit 2006 tritt sie vorwiegend beim Balkancup an, den sie 2006, 2010, 2012 und 2014 gewann. Dabei erreichte sie bisher 25 Podestplatzierungen, darunter 14 Siege. Ihr erstes Weltcuprennen machte sie im Dezember 2007 in Kuusamo, das sie mit dem 68. Platz über 10 km klassisch beendete. Ihr bestes Ergebnis bei den nordischen Skiweltmeisterschaften 2009 in Liberec war der 53. Rang im 30-km-Massenstartrennen. Bei den Olympischen Winterspielen 2010 in Vancouver belegte sie den 61. Platz im 15-km-Verfolgungsrennen und den 59. Platz über 10 km Freistil. Im Januar 2011 schaffte sie in Sjusjøen mit dem 71. Platz über 10 km Freistil, ihr bisher bestes Weltcupeinzelergebnis. Im Januar 2013 siegte sie beim Biela Stopa über 45 km Freistil. Ihre besten Resultate bei den nordischen Skiweltmeisterschaften 2013 im Val di Fiemme waren der 56. Rang im 15-km-Skiathlon und der 18. Rang im Teamsprint. Bei den Olympischen Winterspielen 2014 in Sotschi erreichte sie den 60. Platz im Sprint, den 56. Rang im 15-km-Skiathlon und den 50. Platz im 30-km-Massenstartrennen. Im Februar 2015 errang sie bei den nordischen Skiweltmeisterschaften in Falun den 59. Platz im Sprint und den 58. Rang über 10 km Freistil. Bei den Olympischen Winterspielen 2018 in Pyeongchang belegte sie im Sprint und über 10 km Freistil jeweils den 66. Platz.

## Teilnahmen an Weltmeisterschaften und Olympischen Winterspielen

### Olympische Spiele
- 2010 Vancouver: 59. Platz 10 km Freistil, 61. Platz 15 km Verfolgung
- 2014 Sotschi: 50. Platz 30 km Freistil Massenstart, 56. Platz 15 km Skiathlon, 60. Platz Sprint Freistil
- 2018 Pyeongchang: 66. Platz 10 km Freistil, 66. Platz Sprint klassisch

### Nordische Skiweltmeisterschaften
- 2009 Liberec: 53. Platz 30 km Freistil Massenstart, 67. Platz 10 km klassisch, 74. Platz Sprint Freistil
- 2013 Val di Fiemme: 18. Platz Teamsprint Freistil, 56. Platz 15 km Skiathlon, 60. Platz 10 km Freistil, 80. Platz Sprint klassisch
- 2015 Falun: 58. Platz 10 km Freistil, 59. Platz Sprint klassisch

## Erfolge

### Siege bei Continental-Cup-Rennen
| Nr. | Datum            | Ort        | Disziplin        | Serie      |
| --- | ---------------- | ---------- | ---------------- | ---------- |
| 1.  | 10. Februar 2006 | Witoscha   | 5 km Freistil    | Balkan-Cup |
| 2.  | 12. Januar 2008  | Borowez    | 5 km Freistil    | Balkan-Cup |
| 3.  | 13. Januar 2008  | Borowez    | 10 km Freistil   | Balkan-Cup |
| 4.  | 30. Januar 2008  | Mavrovo    | 5 km Freistil    | Balkan-Cup |
| 5.  | 31. Januar 2008  | Mavrovo    | 10 km Freistil   | Balkan-Cup |
| 6.  | 20. Januar 2010  | Mavrovo    | 5 km Freistil    | Balkan-Cup |
| 7.  | 21. Januar 2010  | Mavrovo    | 10 km Freistil   | Balkan-Cup |
| 8.  | 3. März 2012     | Pale       | 5 km Freistil    | Balkan-Cup |
| 9.  | 4. März 2012     | Pale       | 5 km Freistil    | Balkan-Cup |
| 10. | 8. März 2012     | Bansko     | Sprint klassisch | Balkan-Cup |
| 11. | 9. März 2012     | Bansko     | 10 km Skiathlon  | Balkan-Cup |
| 12. | 12. Januar 2013  | Metsovo    | Sprint Freistil  | Balkan-Cup |
| 13. | 13. Januar 2013  | Metsovo    | 5 km Freistil    | Balkan-Cup |
| 14. | 1. März 2014     | Mavrovo    | 5 km Freistil    | Balkan-Cup |
| 15. | 13. Januar 2018  | Ravna Gora | 2,5 km Freistil  | Balkan-Cup |
| 16. | 19. Januar 2018  | Erzurum    | 5 km klassisch   | Balkan-Cup |
| 17. | 16. März 2025    | Bansko     | 10 km klassisch  | Balkan-Cup |

### Siege bei Skimarathon-Rennen
- 2013 Biela Stopa, 45 km Freistil